# Taça da Liga (Frauenfußball)
Die Taça da Liga (offiziell: Taça da Liga Feminina de Futebol) ist der Ligapokal für Frauenfußballmannschaften in Portugal.  Veranstalter ist der portugiesische Fußballverband (FPF).
Der Ligapokal wird in Portugal seit der Saison 2019/20 ausgetragen.
Qualifiziert für den Pokal sind jeweils alle Mannschaften der Campeonato Nacional de Futebol Feminino. Das Finale wird auf neutralem Platz gespielt.

## Sieger
- 2020: Benfica Lissabon[2]
- 2021: Benfica Lissabon[3]
- 2022: Sporting Braga[4]
- 2023: Benfica Lissabon[5]
- 2024: Benfica Lissabon[6]
- 2025: Benfica Lissabon[7]